# Trigonoorda psarochroa
Trigonoorda psarochroa is een vlinder uit de familie van de grasmotten (Crambidae), uit de onderfamilie van de Odontiinae. De wetenschappelijke naam van deze soort is voor het eerst voorgesteld als Noorda psarochroa door Alfred Jefferis Turner in een publicatie uit 1908.
De soort komt voor in Australië (Queensland).